# Hermann Foppa
Hermann Foppa (* 18. Juni 1882 in Sillian, Tirol; † 18. Februar 1959 in Schruns, Vorarlberg) war ein österreichischer Politiker (GDVP, NSDAP). Foppa war von 1930 bis 1934 Abgeordneter des Österreichischen Nationalrates für die GDVP und nach dem „Anschluss Österreichs“ an das Deutsche Reich saß er von 1938 bis 1945 als Abgeordneter für die NSDAP im Deutschen Reichstag.

## Leben und Wirken

### Frühes Leben (1882 bis 1933)
Nach dem Besuch der Volksschule in Lienz in Tirol und des Gymnasiums in Bozen studierte Foppa Rechtswissenschaft und Philosophie an der Universität Graz und an der Universität Innsbruck. 1905 wurde er Mitglied des Corps Gothia Innsbruck.
1911 erwarb er die Befähigung für das Lehramt für Höhere Schulen 1911. Von 1911 bis 1913 verdiente er seinen Lebensunterhalt als Lehrer für Geschichte und Geografie. Danach lehrte er von 1913 bis 1938 als Professor an der Realschule und am Akademischen Gymnasium in Linz.
Ab 1915 nahm Foppa als Kriegsfreiwilliger der österreichisch-ungarischen Armee am Ersten Weltkrieg teil. 1915 kämpfte er zunächst an der Italienfront, anschließend war er von Juni 1915 bis Mai 1917 an einer unbekannten Front als Mannschaftsperson mit den Tiroler Standschützen im Einsatz. Von Mai 1917 bis zum Kriegsende war er schließlich dem Leibschützenregiment III als Fähnrich zugeteilt.

### Österreichische Republik und NS-Zeit (1919 bis 1945)
Nach dem Ende des Krieges kehrte Foppa in seinen alten Beruf als Geschichtsprofessor zurück. Zu seinen Schülern in den 1920er Jahren zählte unter anderem die Nichte Adolf Hitlers, Geli Raubal. Den späteren deutschen Diktator lernte Foppa auf Vermittlung Raubals im Sommer 1927 in München kennen, wohin Raubals Klasse unter Aufsicht Foppas ihre Abschlussfahrt unternahm.
Politisch engagierte Foppa sich seit den frühen 1920er Jahren in der Großdeutschen Volkspartei, die sich programmmäßig für den Anschluss Österreichs an das Deutsche Reich einsetzte und als deren letzter Obmann Foppa von 1931 bis 1934 amtierte. Von 1930 bis 1934 saß er außerdem als Abgeordneter im Österreichischen Nationalrat, in dem die großdeutsche Fraktion seit 1933 eine Kampfgemeinschaft mit der österreichischen NSDAP bildete.
Nach dem „Anschluss Österreichs“ an das Deutsche Reich im März 1938 wurde Foppa, seit März Mitglied des NS-Lehrerbundes, zum Landesschulinspektor für das Höhere Schulwesen Oberösterreichs ernannt. Im April 1938 beantragte er die Mitgliedschaft in der NSDAP. Erst 1941 wurde ihm die Mitgliedskarte Nr. 6.241.531 ausgehändigt. Der Beginn der Mitgliedschaft wurde jedoch auf Mai 1938 rückdatiert.
Von April 1938 bis zum Ende der NS-Herrschaft im Frühjahr 1945 saß Foppa als Abgeordneter für das Land Österreich im nationalsozialistischen Reichstag.
Ab 1938 war Foppa Gaupropaganda- und Gauschulungsredner der Partei. Zudem war er Verbindungsmann des Gauleiters zum Auswärtigen Amt und wurde schließlich Gauhauptstellenleiter.

### Nachkriegszeit (1945 bis 1959)
Nach dem Zweiten Weltkrieg war Foppa zeitweise in Glasenbach interniert und zog sich nach seiner Entlassung ins Privatleben zurück. Ein Strafverfahren gegen Foppa vor dem Volksgericht Linz im Jahr 1948 wurde auf Fürsprache von Lehrerkollegen Foppas beigelegt. Nach 1949 war er in der Partei Verband der Unabhängigen aktiv und engagierte sich in rechtsextremen Kreisen. Er war 1954 Hauptredner einer Gedächtnisstunde für Franz Langoth im Linzer Landestheater. Später war er Bundesobmann der Wohlfahrtsvereinigung der Glasenbacher. Foppa war 1950 der Taufpate des späteren FPÖ/BZÖ-Politikers Jörg Haider.